# Pizza, birra, faso
Pizza, birra, faso és una pel·lícula argentina dramàtica de 1998 escrita i dirigida per Bruno Stagnaro i Israel Adrián Caetano. Si bé va ser una pel·lícula realitzada amb molt baix pressupost, la seva qualitat i els seus premis aconseguits li van donar un gran impuls a la indústria cinematogràfica del seu país. Pizza, birra, faso és a més considerat com un dels films més representatius del Nou Cinema Argentí (NCA). La pel·lícula conta la història d'una banda d'adolescents marginals que habiten una mateixa casa i sobreviuen als carrers de Buenos Aires realitzant robatoris de baixa munta. Va ser estrenada el 15 de gener de 1998.

## Argument
La història comença amb dos joves, el Cordobés i Pablo, portant endavant un robatori per a un xofer de taxi que els proveeix armes i els paga perquè assaltin als seus passatgers. Després del robatori, cap al vespre, tots dos s'ajunten a l'Obelisc a menjar pizza barata, beure cervesa i fumar cigarrets amb Frula, Megabom i Sandra, parella del Cordobés que espera un fill seu.
En acabar, Frula i el Cordovès decideixen comprar més menjar, per la qual cosa visiten al «Rengo», un discapacitat que toca la guitarra al carrer, l'enganyen i li lleven les seves recaptacions. Aquesta mateixa nit el grup salta el clos de l'Obelisc, trenca la seva porta i puja al seu cim. En això, Sandra, que no havia ingressat, és detinguda per un policia que acompanyava al «Rengo». A l'altre dia Sandra surt de la comissaria i és rebuda per la seva parella, però, enfadada amb ell, li diu que el deixa temporalment fins que trobi un treball digne.
El grup planeja llavors un nou atracament al costat del seu nou soci Rúben, un noi més gran, conegut de Frula, que disposa d'un cotxe, un Ford Fairlane de l'any 1971 i d'armes. L'objectiu és un restaurant d'alt perfil, al qual suposadament assisteixen rics i famosos. Quan arriben, s'adonen que el restaurant no és molt concorregut, però igualment donen el cop i escapen. Durant la fuita, el cotxe es deté i Rúben intenta reparar-lo. Al mateix temps, un policia se'ls acosta i fa funcionar el vehicle, però els demana una coima en notar que Rúben no compta cèdula verda. En retirar-se i repartir el botí, Rúben es queda amb la major part i li dona la resta als nois, que, frustrats, se'n van a un bolig i intenten entrar sense pagar, però, encara que no l'aconsegueixen, noten que el lloc recapta molta plata i el prenen com a nou objectiu.
Amb el cop definitiu ja planejat, contacten al taxista que abans els emprava per a enganyar-lo. Així, mentre porten endavant l'assalt d'una passatgera que anava a viatjar amb avió a Córdoba, li roben el cotxe, els seus diners i les seves armes, abandonant-lo en un terreny erm. No obstant això, atès que durant el robatori Pablo sofreix un nou atac d'asma i és ajudat per la dona, qui a més resulta ser coprovinciana del protagonista, decideixen portar-la a l'aeroport. En baixar del cotxe, aquesta els denuncia telefònicament a la policia.
El grup avança amb l'últim treball i aconsegueix robar el bolig, però al mateix temps sorgeixen diversos inconvenients. Un empleat del local fereix de bala al Cordobés, mentre que un policia descobreix el taxi robat, colpeja salvatgement Megabom fins a deixar-lo estés al carrer i després mata d'un tret Frula. No obstant això, Pablo i el protagonista aconsegueixen fugir del lloc, al mateix temps que són perseguits per una gran quantitat de patrullers. El primer d'ells decideix enfrontar-los i facilita la trobada del Cordobés amb Sandra, que estava esperant-lo per a creuar junts amb vaixell a l'Uruguai.
En l'última escena, el Cordobés li lliura el botí a Sandra i li demana que se'n vagi sola. Ella aborda l'embarcació, el Cordobés la veu partir i mor segons abans que la policia el trobi. Mentre la càmera es va allunyant, s'escolta per la ràdio de la policia dir que Pablo va morir en el tiroteig amb aquests últims.

## Repartiment
- Héctor Anglada	... 	Cordobés
- Jorge Sesán... 	Pablo
- Pamela Jordán 	... 	Sandra
- Alejandro Pous	... 	Megabom
- Walter Díaz	... 	Frula
- Adrián Yospe	... 	Rubén
- Martín Adjemián... 	Taxista
- Tony Lestingi	... 	Pasajero
- Daniel Dibiase	... 	Trompa
- Rubén Rodríguez	... 	Rengo
- Elena Cánepa	 ... 	Vieja
- Sergio París	 ... 	Policía 1
- Gustavo Semiz 	... 	Policía 2
- Roberto Álvarez Nom	... 	Patovica
- Claudia Moreno	... 	Prostituta

## Producció
El film va ser realitzat amb un pressupost delimitat, de tot just 300.000 pesos/dòlars.

## Temes i recepció crítica
Al moment de la seva estrena el film va ser un èxit total, i actualment és considerat com l'obra mestra de Bruno Stagnaro. La crítica va entendre que l'argument de la mateixa reflexa cruament la situació decadent de la societat argentina, que ja havia començat a sofrir els efectes de la convertibilitat, amb índexs de desocupació, marginalitat i delinqüència creixents en camí cap a la crisi de 2001. Utilitzant un inèdit (per al cinema argentí) llenguatge de carrer i quotidià, plagat de paraules del lèxic dels lladres, va tenir una excel·lent recepció de la crítica local i del públic.
Va rebre la qualificació “excel·lent” del diari La Nación, i un “Molt bona” del diari Clarín.

## Premis
| Premi de lliurament                                       | Categoria                  | Nominat/a                            | Resultat   |
| --------------------------------------------------------- | -------------------------- | ------------------------------------ | ---------- |
| Premis Còndor de Plata                                    | Millor Pel·lícula          | Bruno Stagnaro Israel Adrián Caetano | Guanyadora |
| Premis Còndor de Plata                                    | Millor Opera Prima         | Bruno Stagnaro Israel Adrián Caetano | Guanyadors |
| Premis Còndor de Plata                                    | Millor guió original       | Bruno Stagnaro Israel Adrián Caetano | Guanyadors |
| Premis Còndor de Plata                                    | Millor director            | Bruno Stagnaro Israel Adrián Caetano | Nominats   |
| Premis Còndor de Plata                                    | Millor revelació masculina | Héctor Anglada                       | Guanyador  |
| Premis Còndor de Plata                                    | Millor revelació masculina | Jorge Sesán                          | Nominat    |
| Premis Còndor de Plata                                    | Millor muntatge            | Andrés Tambornino                    | Nominat    |
| Premis Clarín                                             | Millor Pel·lícula          | Bruno Stagnaro Israel Adrián Caetano | Guanyadora |
| Premis Clarín                                             | Millor revelació masculina | Héctor Anglada                       | Guanyador  |
| Festival Internacional de Cinema de Friburg               | Premi FIPRESCI             | Bruno Stagnaro Israel Adrián Caetano | Guanyadors |
| Festival Internacional de Cinema de Friburg               | Gran Premi                 | Bruno Stagnaro Israel Adrián Caetano | Guanyadors |
| Festival Internacional de Cinema de Mar del Plata         | Millor Pel·lícula          | Bruno Stagnaro Israel Adrián Caetano | Nominats   |
| Festival de Cinema Llatinoamericà de Tolosa de Llenguadoc | Millor Pel·lícula          | Bruno Stagnaro Israel Adrián Caetano | Guanyadors |
| Festival de Gramado                                       | Millor Pel·lícula          | Bruno Stagnaro Israel Adrián Caetano | Guanyadors |
| Festival de Gramado                                       | Millor Director            | Bruno Stagnaro Israel Adrián Caetano | Guanyadors |
| Festival de Gramado                                       | Millor guió                | Bruno Stagnaro Israel Adrián Caetano | Guanyadors |